# Ruten no ōhi
Ruten no ōhi (流転の王妃, La princesa errant) és una pel·lícula japonesa dirigida per Kinuyo Tanaka i estrenada el 1960. La pel·lícula és una ficció adaptada de la biografia homònima de Hiro Saga que es va casar amb Pujie, el germà de l'emperador de Manxukuo l'any 1937, i que així es va veure implicada en la política colonialista de l'Imperi del Japó.

## Sinopsi
Tòquio, 1937. Ryūkō és una noia despreocupada d'origen noble que somia amb ser pintora i viu amb els seus pares i la seva àvia en una casa familiar de luxe. Quan el general Asabuki es converteix en l'ambaixador de l'Exèrcit per proposar un matrimoni entre Ryūkō i Futetsu, el germà petit de l'emperador de Manxukuo, la família inicialment es mostra reticent. Però la raó política, el prestigi i una primera trobada on Futetsu va fer una bona impressió van acabar per convèncer la família i el matrimoni es va celebrar el 3 d'abril de 1937.
Ryūkō va marxar del Japó amb el seu marit, va ser presentada a l'emperador de Manxukuo i la parella es va traslladar a Hsinking. El 1938, Ryūkō va donar a llum una filla, Eisen, i el matrimoni semblava feliç. Aquest període de felicitat es va interrompre bruscament durant la invasió soviètica de Manxúria l'agost de 1945. Futetsu és fet presoner pels soviètics mentre Ryūkō i els seus parents es veuen obligats a fugir cap a Corea. Després de disset mesos marcats per llargues i esgotadores marxes, privacions i una estada a la presó de Yanji durant la qual l'emperadriu va morir de desnutrició i manca d'opi, Ryūkō i la seva filla Eisen finalment aconsegueixen tornar al Japó.
Eisen creix envoltada de la seva mare i els seus avis i es converteix en una jove juganera. Ryūkō finalment escolta del seu marit Futetsu, encara empresonat, i la parella es permet intercanviar cartes quan una nova desgràcia els afecta. La seva filla Eisen va ser trobada morta el desembre de 1957 al Mont Amagi, després del que sembla ser un suïcidi amorós.

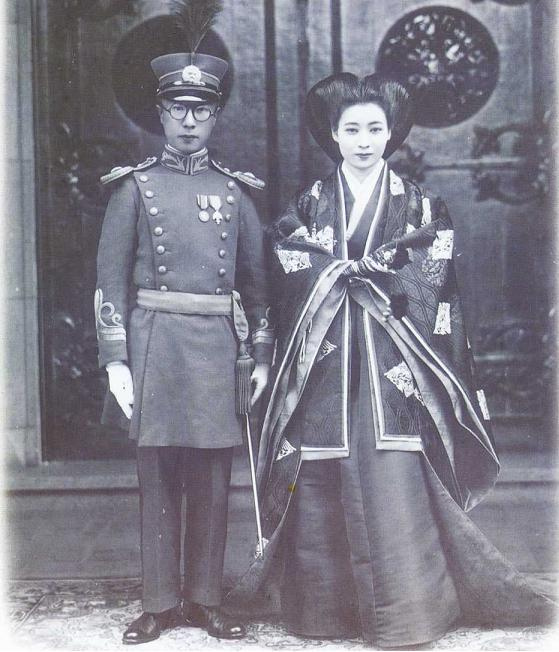
Fotografia de casament de Pujie i d'Hiro Saga en 1937

## Repartiment
- Machiko Kyō: Ryūkō (Hiro Saga)
- Eiji Funakoshi: Futetsu (Pujie)
- Sadako Sawamura: Kazuko Sugawara, la mare de Ryūkō
- Shōzō Nanbu: Hidesato Sugawara, el pare de Ryūkō (marquès Saneto Saga)
- Chieko Higashiyama: Nao Sugawara, l'àvia de Ryūkō
- Ryōzō Yoshii: Kosuke Takahashi, l'oncle de Ryūkō
- Kiyoko Hirai: Tsuruko Takahashi, la tieta de Ryūkō
- Michiko Takano: Eisei, la filla de Ryūkō i Futetsu adolescent (Huisheng)
- Yangming Long: Fubun, l'emperador de Manxukuo (Puyi)
- Atsuko Kindachi: l'emperatriu (Wan Rong)
- Tatsuya Ishiguro: el general Furuya
- Ken Mitsuda: el general Asabuki (Shigeru Honjō)
- Mitsuko Takesato: l'esposa del general Asabuki
- Yaeko Izumo: la infermera xinesa

## Al voltant de la pel·lícula
Uns mesos després de la publicació l'agost de 1959 de les memòries de Hiro Saga (sota el nom de Hiro Aishinkakura, pronunciació japonesa dels ideogrames del seu nom de casada, Hiro Aisin-Gioro), s'estableix un projecte de pel·lícula i es signa un contracte entre Hiro Saga, la seva filla petita Kosei, Kinuyo Tanaka, Machiko Kyō i Hideo Matsuyama, el director general de la Daiei. Des del primer moment, la pel·lícula està concebuda com una josei eiga (pel·lícula per a dones). En aquesta pel·lícula no només parla de dones i s'adreça a un públic femení, sinó que també està dissenyada per dones, amb Kinuyo Tanaka dirigint i Natto Wada escrivint el guió.
Ruten no ōhi és la quarta pel·lícula dirigida per Kinuyo Tanaka i la primera que ha rodat en color. Va ser classificada la 26a entre les millors pel·lícules japoneses de 1960 per la revista Kinema Junpō.